# Scytodes pintodarochai
Scytodes pintodarochai là một loài nhện trong họ Scytodidae.
Loài này thuộc chi Scytodes. Scytodes pintodarochai được miêu tả năm 2009 bởi Rheims & Antonio D. Brescovit.